# Olixon banksii
Olixon banksii är en stekelart som först beskrevs av Charles Thomas Brues.  Olixon banksii ingår i släktet Olixon och familjen Rhopalosomatidae. Inga underarter finns listade i Catalogue of Life.